# Carpideira

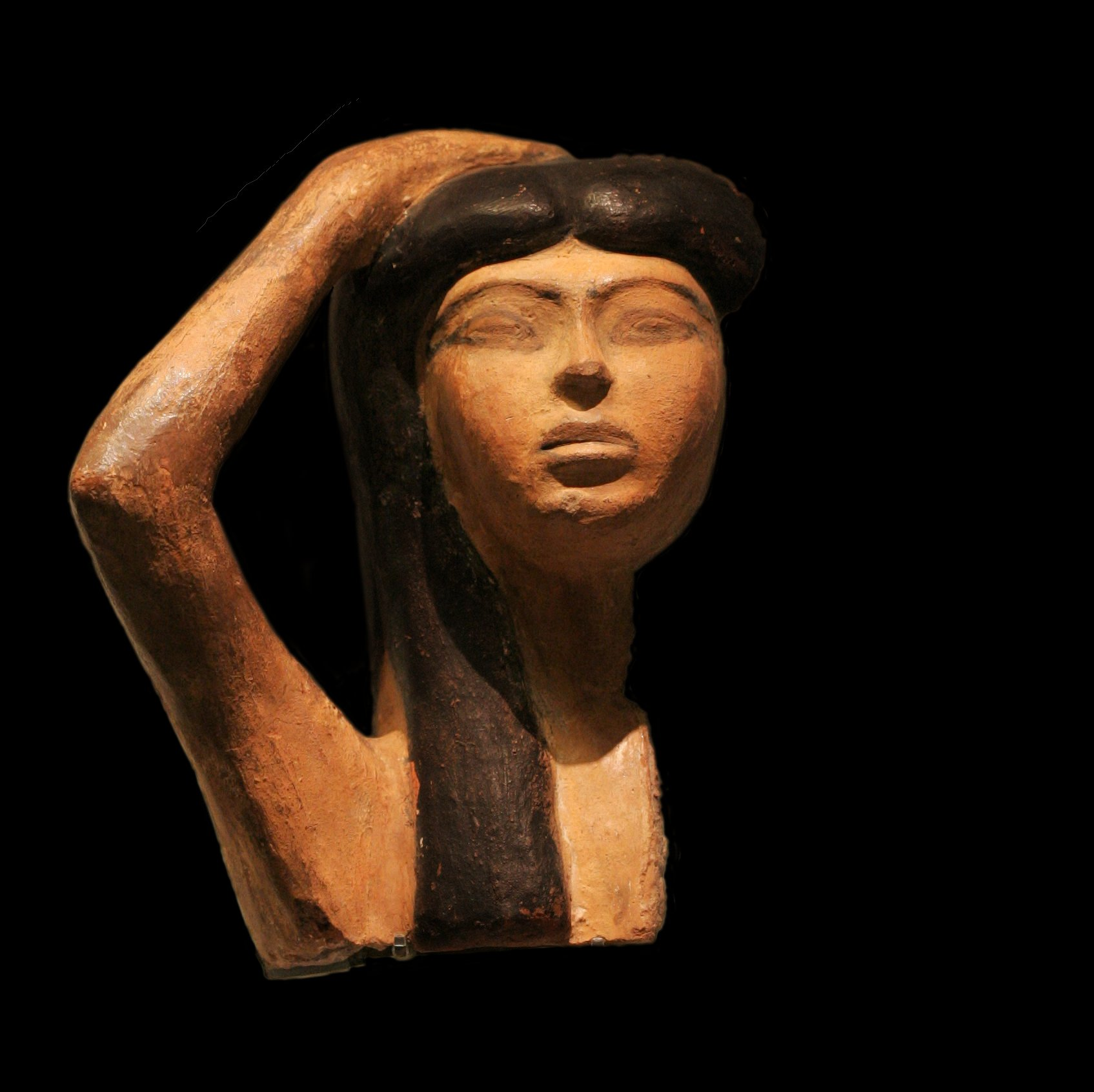
Representação de uma carpideira, suspeito de representar Isis enlutando Osíris. 18a dinastia, 1550–1295 aC. Terracota

Carpideira ou pranteadeira é uma profissional feminina cuja função consiste em chorar por um defunto. Os homens eram considerados menos próprios para a actividade.
É feito um acordo monetário entre a carpideira e os familiares do defunto, a carpideira chorava e mostrava seus prantos sem nenhum sentimento, grau de parentesco ou amizade.
A profissão existe há mais de 2 mil anos.[carece de fontes?] Mencionada na Bíblia e em outros textos religiosos, a ocupação é amplamente invocada e explorada na literatura, desde os épicos ugaríticos do início dos séculos AC à poesia moderna. Há também menções às carpideiras em documentações iconográficas e documental da Antiguidade e, em alguns países do mundo, diferentes culturas continuam praticando usos semelhantes.
Seu uso sempre foi variável no ritual fúnebre, desde a possibilidade de infectar ou causar imitações de choro nos familiares para realizar uma catarse de luto, até para aumentar a importância social de um falecido. Algumas culturas creem que o uso das carpideiras traz uma certa aplicação religiosa e histórica às procissões fúnebres. De acordo com Tom Lutz, em seu livro “A História Cultural das Lágrimas”, nos tempos antigos, o luto dos enlutados ajudava a limpar a alma do falecido e a trazê-lo à plenitude.

## Em Portugal

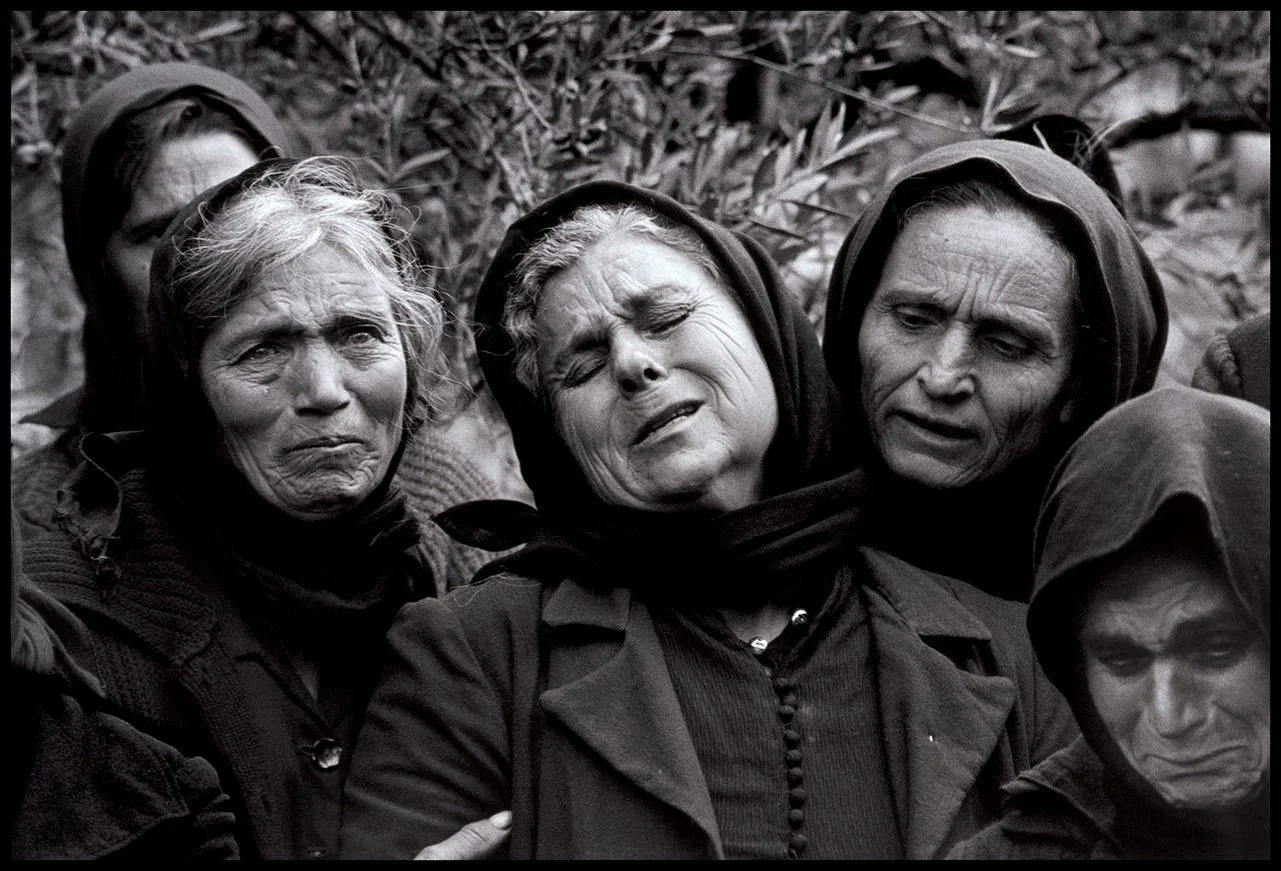
Carpideiras portuguesas

Esta profissão era mal vista pela Igreja, chegando a ser proibida várias vezes. Legislou-se a sua proibição em Lisboa a 1385, num conjunto de proibições de velhos costumes como forma de "agradecimento" a Deus pela vitória de Aljubarrota. Não obstante, o pranto cerimonial sobreviverá às proibições e manifestar-se-á até em aniversários da morte de D. Manuel I, segundo registos de Gil Vicente, apesar da prática já previamente ter sido tida por alguns autores como extinta. Nova declaração de extinção em meios urbanos registar-se-ia em meados do século XIX. Ainda assim, existiu no país até pelo menos à década de 1970.

## Em Outras Culturas
- A profissão, envolvendo tanto homens e mulheres, é mencionada na obra Descida de Ishtar ao Mundo dos Mortos.[9]
- No Egito antigo, as carpideiras "faziam uma exibição ostensiva de pesar, que incluía gemidos altos, batidas nos peitos expostos, sujando o corpo com sujeira e cabelos despenteados; todos os sinais de comportamento descontrolado, o distúrbio da tristeza" (Capel, 1996).
- Na Índia, as carpideiras, conhecidas como "Rudaali", eram comuns, especialmente no estado indiano ocidental do Rajastão.
- A prática foi difamada na Revolução Cultural Chinesa, e ainda é praticado na China e em outros países asiáticos.

## Aparições na Cultura Popular

### Televisão
- Na série Pé na Cova da Rede Globo a personagem Luz Divina (Eliana Rocha) é uma carpideira que sempre chora.

### Músicas
- A música "La Plañidera", do cantor e compositor argentino Leonardo Favio, refere-se a essas mulheres, contando alguns detalhes do ofício.
- A música Deus Lhe Pague de Construção (álbum) de Chico Buarque refere-se a carpideiras. Esta referencia é repetida em Construção (canção) onde Deus Lhe Pague é reprisada.

### Filmes
- O filme mexicano "Elvira, te daría mi vida pero la estoy usando"de Manolo Caro, tem como personagem principal uma mulher que, devido às circunstâncias, precisa se tornar uma carpideira.
- O filme indiano "Rudaali" (1993), dirigido por Kalpana Lajmi e ambientado no Rajastão, é sobre a vida de uma carpideira profissional, ou Rudaali.[10]
- O mini-documentário indiano "Tabaki" (2001), dirigido por Bahman Kiarostami, segue a vida de capideiras.[11]
- O filme filipino "Crying Ladies" (2003), dirigido por Mark Meily, segue a vida de três mulheres que trabalham como carpideiras, ambientadas nas Filipinas.[12]
- O filme japonês "Miewoharu" (2016), dirigido por Akiyo Fujumura. Está centrado em torno de Eriko, uma mulher que volta para sua cidade natal para lamentar sua irmã. Depois de passar 10 anos em Tóquio, seguindo uma carreira de atriz, ela descobre sua vocação como carpideira.[13]

### Literatura
- No romance de referência de Honoré de Balzac, Le Père Goriot (1835), o funeral do personagem-título é assistido por duas carpideiras, e não por suas filhas.[14]
- No romance Howards End (1910), de E. M. Forster, para o funeral de sua esposa, Charles Wilcox contrata carpideiras "do distrito da mulher morta, para quem as roupas pretas foram servidas".[15]
- No romance Ways of Dying (1995), de Zakes Mda, Toloki é uma carpideira por conta própria.[16]
- Em seu romance de 2014, Ghost Month, o autor Ed Lin afirma que os profissionais estão disponíveis para locação na Taiwan contemporânea.